# MSC Oscar
MSC Oscar — крупнейший в мире морской контейнеровоз на 2015 год (в 2019 году его обогнал MSC Gülsün). Головной в серии однотипных судов. Всего, вслед за «MSC Oscar», построено  еще 4 корабля: MSC Oliver, MSC Zoe , MSC Maya и MSC Sveva.

## Название

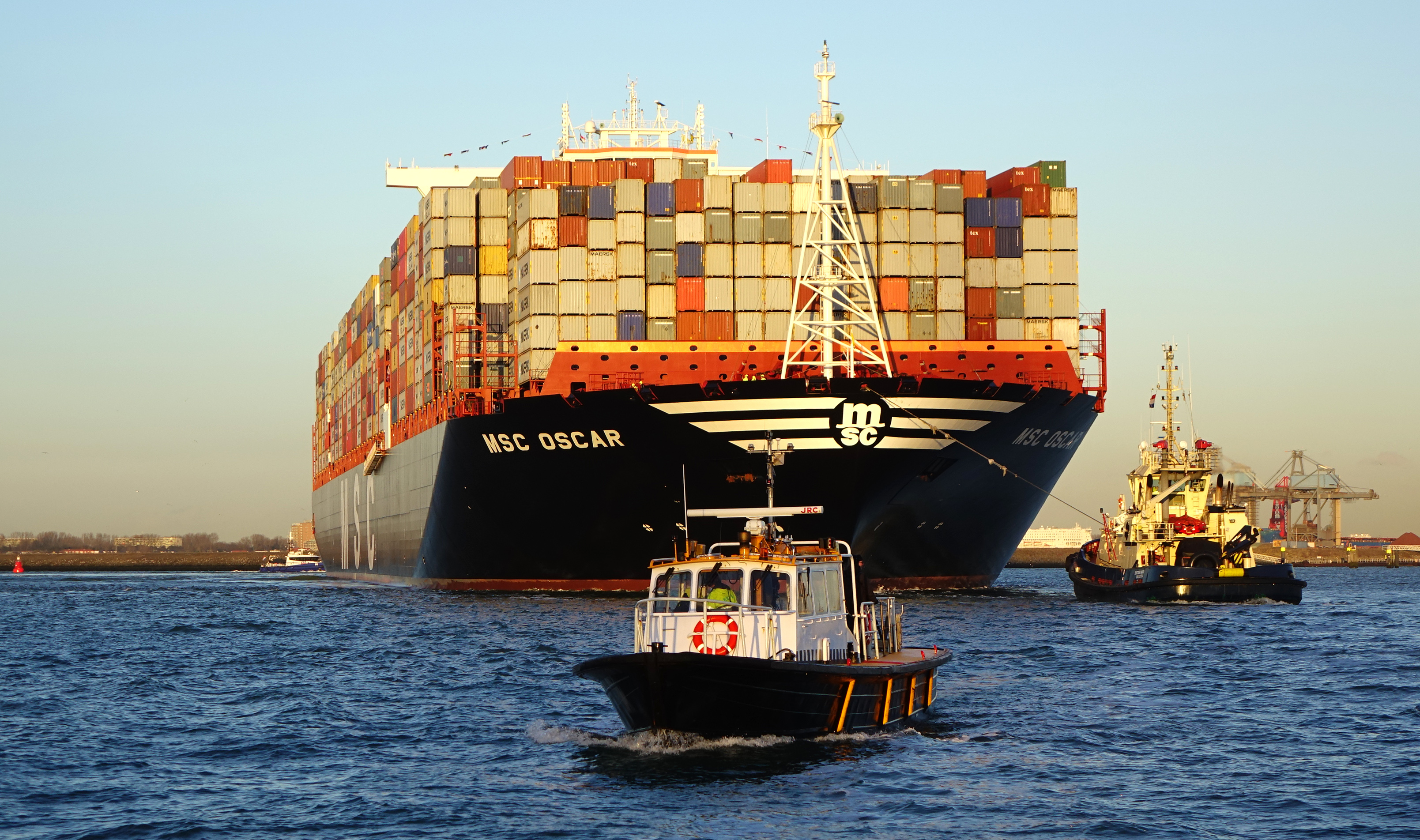
MSC Oscar (вид спереди)

Судно «MSC Оскар» названо в честь сына Диего Апонте, президента и исполнительного директора компании «Mediterranean Shipping Company» (MSC).

## Строительство
Контейнеровоз построен на верфях южнокорейской компании Daewoo. Спущен на воду в 2014 году.
Стоимость постройки — 140 миллионов долларов США. Принят в эксплуатацию 8 января 2015 года.

## Визит в порт Славянка
Сразу же после принятия в эксплуатацию, «MSC Oscar» 13 января 2015 года прибыл в российский порт Славянка в Приморском крае. Данный визит имел две цели: во-первых, была проведена проверка точек якорной стоянки в порту, во-вторых, «MSC Oscar» получил цилиндровые масла нового поколения. Контейнеровоз оснащён топливосберегающими двигателями, для которых были выбраны современные масла производства российской компании «Лукойл»

## Количество контейнеров
Судно было первоначально спроектировано на 18400 контейнеров TEU . После завершения строительства максимальная вместимость составила 19224 TEU.

## Двигательная установка
Главным двигателем контейнеровоза является двухтактный дизельный двигатель MAN Diesel 11S90ME-C. Максимальная мощность — 62,5 МВт (83 800 л.с.). Нормальная мощность 56,25 МВт (75 430 л.с.).

## Эксплуатация
Контейнеровоз совершает регулярные рейсы на линии Азия-Западная Европа. Оператор - Mediterranean Shipping Company (MSC). Однако фактическим владельцем судна является китайский банк Bank of Communications из Шанхая, финансировавший постройку